# Crimă și pedeapsă (film din 1970)
Crimă și pedeapsă (în rusă Преступление и наказание, transliterat: Prestuplenie i nakazanie) este un film dramatic sovietic din 1970 în două părți, regizat de Lev Kulidjanov, după un scenariu inspirat din romanul omonim din 1866 al lui Feodor Dostoievski.

## Rezumat
Raskolnikov, un fost student la drept, care trăiește în sărăcie, ucide o bătrână cămătară și pe sora ei, pentru bani, dar și pentru a-și dovedi o teorie că el poate fi deasupra legii. El intră în atenția poliției prin proceduri normale (era clientul victimei), dar comportamentul său îl face să devină principalul suspect al inteligentului polițist Porfiri. Viața lui Raskolnikov continuă: mama și sora lui vin în oraș urmate de doi bătrâni care îi cer mâna surorii sale, el întâlnește un funcționar beat, care este apoi ucis într-un accident de circulație și se îndrăgostește de fiica bărbatului, Sonia, o tânără prostituată. Ea îl îndeamnă să mărturisească, promițându-i că îl va urma în Siberia.

## Distribuție
- Gheorghi Taratorkin — Rodion Romanovici Raskolnikov
- Innokenti Smoktunovski — Porfiri Petrovitci
- Tatiana Bedova — Sonia Marmeladova
- Victoria Fiodorova — Avdotia Romanovna
- Efim Kopelian — Svidrigailov
- Evgheni Lebedev — Marmeladov
- Maia Bulgakova — Ekaterina Ivanovna
- Irina Goșeva — Pulheria Aleksandrovna
- Vladimir Basov⁠(d) — Lujin
- Aleksandr Pavlov⁠(d) — Razumihin
- Vladimir Belokurov⁠(d) — hangiul
- Inna Makarova⁠(d) — Nastasia
- Serghei Nikonenko — Nikolai
- Valeri Nosik — Zametov
- Dzidra Ritenberga⁠(d) — Luiza Ivanovna
- Ivan Rîjov — Tit Vasilievici
- Iuri Saranțev — locotenentul „Pulbere”
- Liubov Sokolova — Elizaveta
- Vladimir Nosik⁠(d) — servitor din tavernă

## Lansare
A fost lansat în anul 1970 și a avut parte de un mare succes comercial, fiind vizionat de 13,0 milioane de spectatori în cinematografele din Uniunea Sovietică.